# Gabriel Charpentier
Gabriel André Joseph Charpentier (Pointe-Noire, 17 maggio 1999) è un calciatore della Repubblica del Congo con cittadinanza francese, attaccante del Parma e della nazionale congolese.

## Carriera

### Club
Dopo aver lasciato la Francia e il settore giovanile del Nantes, nel 2019 firma per la formazione lettone dello Spartaks Jūrmala, con cui esordisce a livello professionistico nel massimo campionato nazionale. Rimane in Lettonia fino al settembre dello stesso anno, riuscendo a segnare cinque reti in diciannove partite di campionato.
Il 9 settembre 2019, viene ceduto all'Avellino, formazione militante nella Serie C italiana, con la formula del prestito. Con la formazione irpina, ottiene un decimo posto in campionato, segnando sei reti.
Nell'estate del 2020, lo Spartaks Jūrmala lo cede a titolo definitivo ad un'altra formazione italiana, questa volta al Genoa, che lo gira immediatamente alla Reggina, formazione allora neopromossa in Serie B. Con la formazione calabra scende in campo una sola volta, complici i numerosi problemi fisici.
Nel gennaio del 2021, lascia la Reggina e viene ceduto nuovamente in prestito, questa volta all'Ascoli. Complici i problemi fisici riscontrati all'inizio della stagione, anche ad Ascoli non trova spazio come titolare, ottenendo un solo gettone di presenza.
Terminato anche il prestito all'Ascoli, il Genoa lo cede nuovamente in prestito, questa volta al Frosinone, nel mese di luglio del 2021. Superati i problemi fisici della stagione precedente, gioca stabilmente da titolare fino al marzo del 2022, quando un nuovo infortunio lo costringe a saltare il finale di stagione. Prima dello stop forzato, aveva segnato dieci gol in Serie B in ventidue presenze.
Il 30 agosto 2022, il Genoa lo cede a titolo definitivo al Parma. Poco impiegato nella prima stagione, nella sua seconda stagione  con i ducali esordisce il 20 ottobre nel corso del secondo tempo della partita col Como, e dopo due minuti firma il gol del 2-0 dei ducali, nella partita poi finita col successo per 2-1. Conquista la promozione in serie A  nel 2024 con i ducali vincendo il campionato cadetto, ed il 31 agosto 2024 esordisce in serie A nella partita in casa del Napoli, subentrando nel secondo tempo a Valentin Mihăilă. Il 27 ottobre 2024 segna la sua prima rete in serie A, firmando il definitivo pareggio in casa contro l'Empoli (1-1).

### Nazionale
Nato in Congo da padre francese e madre congolese, nel 2022 ha dato la sua disponibilità ad una eventuale convocazione per la nazionale centro-africana.
Nel marzo del 2023 viene convocato per la prima volta dalla nazionale congolese. Esordisce il 23 marzo 2023, in occasione di un match di qualificazione alla Coppa delle nazioni africane perso per 2-1 contro il Sudan del Sud. Il successivo 27 marzo, sempre contro la nazionale sudsudanese, arriva il primo goal in nazionale.

## Statistiche

### Presenze e reti nei club
Statistiche aggiornate al 1º dicembre 2024.
| Stagione        | Squadra          | Campionato      | Campionato | Campionato | Coppe nazionali | Coppe nazionali | Coppe nazionali | Coppe continentali | Coppe continentali | Coppe continentali | Altre coppe | Altre coppe | Altre coppe | Totale | Totale |
| Stagione        | Squadra          | Comp            | Pres       | Reti       | Comp            | Pres            | Reti            | Comp               | Pres               | Reti               | Comp        | Pres        | Reti        | Pres   | Reti   |
| --------------- | ---------------- | --------------- | ---------- | ---------- | --------------- | --------------- | --------------- | ------------------ | ------------------ | ------------------ | ----------- | ----------- | ----------- | ------ | ------ |
| 2019            | Spartaks Jūrmala | VL              | 19         | 5          | CL              | 1               | 0               | -                  | -                  | -                  | -           | -           | -           | 20     | 5      |
| 2019-2020       | Avellino         | C               | 15         | 6          | CI-C            | 2               | 0               | -                  | -                  | -                  | -           | -           | -           | 17     | 6      |
| 2020-gen.2021   | Reggina          | B               | 1          | 0          | CI              | -               | -               | -                  | -                  | -                  | -           | -           | -           | 1      | 0      |
| gen.-giu. 2021  | Ascoli           | B               | 1          | 0          | -               | -               | -               | -                  | -                  | -                  | -           | -           | -           | 1      | 0      |
| 2021-2022       | Frosinone        | B               | 22         | 10         | CI              | -               | -               | -                  | -                  | -                  | -           | -           | -           | 22     | 10     |
| 2022-2023       | Parma            | B               | 8          | 0          | CI              | 1               | 0               | -                  | -                  | -                  | -           | -           | -           | 9      | 0      |
| 2023-2024       | Parma            | B               | 24         | 4          | CI              | 2               | 0               | -                  | -                  | -                  | -           | -           | -           | 26     | 4      |
| 2024-2025       | Parma            | A               | 10         | 1          | CI              | -               | -               | -                  | -                  | -                  | -           | -           | -           | 10     | 1      |
| Totale Parma    | Totale Parma     | Totale Parma    | 42         | 5          |                 | 3               | 0               |                    | -                  | -                  |             | -           | -           | 45     | 5      |
| Totale carriera | Totale carriera  | Totale carriera | 100        | 26         |                 | 6               | 0               |                    | -                  | -                  |             | -           | -           | 106    | 26     |

### Cronologia presenze e reti in nazionale
| Cronologia completa delle presenze e delle reti in nazionale ― Rep. del Congo | Cronologia completa delle presenze e delle reti in nazionale ― Rep. del Congo | Cronologia completa delle presenze e delle reti in nazionale ― Rep. del Congo | Cronologia completa delle presenze e delle reti in nazionale ― Rep. del Congo | Cronologia completa delle presenze e delle reti in nazionale ― Rep. del Congo | Cronologia completa delle presenze e delle reti in nazionale ― Rep. del Congo | Cronologia completa delle presenze e delle reti in nazionale ― Rep. del Congo | Cronologia completa delle presenze e delle reti in nazionale ― Rep. del Congo |
| Data                                                                          | Città                                                                         | In casa                                                                       | Risultato                                                                     | Ospiti                                                                        | Competizione                                                                  | Reti                                                                          | Note                                                                          |
| ----------------------------------------------------------------------------- | ----------------------------------------------------------------------------- | ----------------------------------------------------------------------------- | ----------------------------------------------------------------------------- | ----------------------------------------------------------------------------- | ----------------------------------------------------------------------------- | ----------------------------------------------------------------------------- | ----------------------------------------------------------------------------- |
| 23-3-2023                                                                     | Brazzaville                                                                   | Rep. del Congo                                                                | 1 – 2                                                                         | Sudan del Sud                                                                 | Qual. Coppa d'Africa 2023                                                     | -                                                                             | 82’                                                                           |
| 27-3-2023                                                                     | Dar es Salaam                                                                 | Sudan del Sud                                                                 | 0 – 1                                                                         | Rep. del Congo                                                                | Qual. Coppa d'Africa 2023                                                     | 1                                                                             | 60’                                                                           |
| 17-11-2023                                                                    | Ndola                                                                         | Zambia                                                                        | 4 – 2                                                                         | Rep. del Congo                                                                | Qual. Mondiali 2026                                                           | -                                                                             | 81’                                                                           |
| Totale                                                                        |                                                                               | Presenze                                                                      | 3                                                                             |                                                                               | Reti                                                                          | 1                                                                             |                                                                               |

## Palmarès
- Campionato italiano di Serie B: 1

Parma: 2023-2024